# منتخب الإمارات العربية المتحدة لكرة القدم
منتخب الإمارات لكرة القدم هو ممثل الإمارات الرسمي في رياضة كرة القدم، وذلك منذ أن لعب مباراته الأولى في 17 مارس 1972 ضد قطر وانتصر 1–0. وهو منتخب عضو في الاتحاد الدولي لكرة القدم والاتحاد الآسيوي لكرة القدم، ويشرف عليه اتحاد الإمارات لكرة القدم الذي تأسس في 1971.
شاركت الإمارات مرة واحدة في كأس العالم في نسخة 1990 في إيطاليا وخسرت جميع مبارياتها الثلاث، واحتلت الإمارات العربية المتحدة المركز الرابع في كأس آسيا 1992، كما حققت المركز الثاني في 1996 حين استضافت البطولة، وحققت الإمارات لقب كأس الخليج العربي عامي 2007 و2013.

## التاريخ
أقيمت المباراة الأولى يوم  17 مارس 1972 ضد قطر على ملعب الأمير فيصل بن فهد وفازت بالهدف الوحيد الذي سجله أحمد الشوبي. بعد ذلك، واجه الفريق ثلاث دول عربية أخرى، خسر أمام المملكة العربية السعودية 4–0 والكويت 7–0 على التوالي وتغلب على البحرين 3–0. بعد المشاركة في أربع نسخ من كأس الخليج العربي منذ عام 1972، استضافت الإمارات نسخة 1982. مرة أخرى احتل المركز الثالث كما حدث في البطولتين السابقتين. في عام 1980، تأهلت الإمارات العربية المتحدة لأول مرة إلى نهائيات كأس آسيا لكرة القدم التي أقيمت في الكويت. خسرت الإمارات ثلاث مباريات وتعادلت في مباراة واحدة واحتلت المركز الخامس بالمجموعة والتاسع من أصل عشرة فرق بشكل عام. كما تأهل المنتخب للبطولتين التاليتين، 1984 في سنغافورة و1988 في قطر، وخرج مرة أخرى من دور المجموعات في كلتا البطولتين. كان أول فوز إماراتي في البطولة ضد الهند في 7 ديسمبر 1984، تحت قيادة المدرب حشمت مهاجراني.
في عام 1984، استقال مهاجراني وتم استبداله بالبرازيلي كارلوس ألبرتو بيريرا. قاد بيريرا الفريق في كأس آسيا 1988 وترك منصبه بعد البطولة. وخلفه ماريو زاغالو. قاد ماريو زاغالو الفريق إلى التأهل لبطولة كأس العالم 1990 في إيطاليا. ومع ذلك، استقال زاغالو قبل البطولة وعاد بيريرا. واحتل الفريق المركز الرابع في مجموعته بدون أي نقاط، وسجل هدفين واستقبلت شباكه 11 هدفا. كما تمت إقالة بيريرا بعد البطولة. في نسخ كأس آسيا 1992 و1996، احتلت الإمارات المركز الرابع والثاني على التوالي كما تأهلت لبطولة كأس القارات 1997 بعد حصولها على مكان لأن منتخب السعودية حامل لقب كأس آسيا 1996. غابت الإمارات العربية المتحدة عن كأس آسيا 2000 في لبنان وحصلت على المركز الأخير في كأس الخليج العربي 2002. تم إقصاؤها في بطولات كأس آسيا الثلاث التالية من مرحلة المجموعات. في نسختي 2004 و2007، تم إقصاء الإمارات على يد الوافدين الجدد الأردن وفيتنام. في هذا الوقت، كان من بين المدربين الذين أداروا المنتخب كارلوس كيروش، روي هودجسون وديك أدفوكات. في عام 2006، عينت الإمارات برونو ميتسو كمدرب جديد، قاد الإمارات للفوز بلقب كأس الخليج العربي 2007. في كأس آسيا 2011 أنهت الإمارات البطولة بدون تسجيل أهداف. في عام 2012، تم تعيين مدرب المنتخب الأولمبي مهدي علي مدربا للمنتخب الأول. بدأ علي في تكوين فريق بدعوة اللاعبين الذين عمل معهم في مستويات الشباب. قاد الإمارات للفوز بلقب كأس الخليج 2013. في كأس آسيا 2015، هزمت الإمارات العربية المتحدة قطر 4–1 والبحرين 2–1 وخسرت أمام إيران 0–1. وباعتباره وصيف المجموعة، واجه المنتخب الإماراتي اليابان حاملة اللقب في ربع النهائي وحقق فوزًا بركلات الترجيح بعد التعادل 1–1 للتقدم إلى الدور النصف النهائي. في النصف النهائي، خسر 2–0 أمام أستراليا المضيفة. في مباراة تحديد المركز الثالث، تغلبت على العراق 3–2. في المرحلة الثانية من تصفيات كأس العالم 2018 احتلت المركز الرابع في المجموعة الثانية وبالتالي فشلت في التأهل لبطولة كأس العالم 2018.كان أحمد خليل هداف التصفيات برصيد 16 هدف. في ذلك الوقت تقريبًا استقال مهدي علي من منصبه.
استضافت الإمارات كأس آسيا 2019، وهذه هي المرة الثانية التي تستضيف فيها البطولة. كان ألبيرتو زاكيروني مدرب المنتخب. في البطولة، تقدمت الإمارات إلى ربع النهائي حيث سجلت هدفها الأول ضد أستراليا لتحقق فوزها الأول على الإطلاق ضد هذا الخصم. كانت مباراة نصف النهائي بين الإمارات وقطر التي لقبت باسم ديربي الحصار مثيرة نوعا ما بسبب استمرار الأزمة الدبلوماسية مع قطر وتدهور العلاقات الإماراتية القطرية، ألقت بعض الجماهير الإماراتية الأحذية في أرض الملعب بعد أن سجلت قطر هدفها الثاني. خسرت الإمارات 0–4 مسجلة أول هزيمة أمام قطر منذ عام 2001. انضمت الإمارات إلى الجولة الثانية من تصفيات كأس العالم 2022 ووقعت مع جميع المنافسين من جنوب شرق آسيا. وكان الفريق قد عين بالفعل المدرب الهولندي بيرت فان مارفيك. أقيل بيرت بعد أن خسر مرتين خارج أرضه أمام تايلاند وفيتنام في التصفيات وبعد خروجه من دور المجموعات في كأس الخليج العربي 2019. بعد ذلك، قررت الإمارات تجنيس الأرجنتيني سباستيان تيغالي، والبرازيليين كايو كانيدو كوريا وفابيو فيرجينيو دي ليما. بعد ذلك عانى الفريق من فترة من عدم الاستقرار التدريبي مع ثلاثة مدربين مختلفين، قبل أن يستأنف فان مارفيك مهامه بسبب أزمة في الاختيار. ومع تفشي جائحة فيروس كورونا، قرر الاتحاد الآسيوي لكرة القدم أن تُلعب المباريات المتبقية من الجولة الثانية في دولة واحدة وتمكنت الإمارات من الاستفادة من الميزة كدولة مضيفة وفي النهاية حولت فترة من عدم الاستقرار إلى أربع انتصارات متتالية للدخول إلى الجولة الثالثة، حيث واجهوا إيران وكوريا الجنوبية.

## أبرز الخصوم

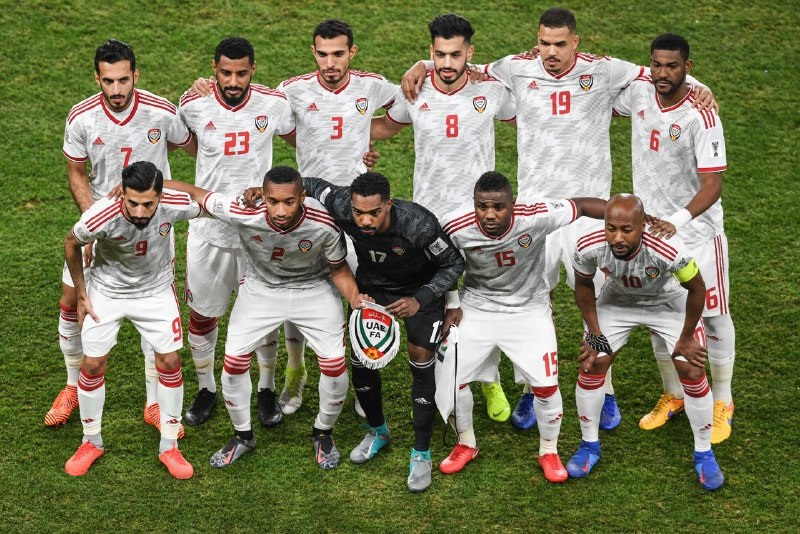
منتخب الإمارات العربية المتحدة في كأس آسيا 2019.

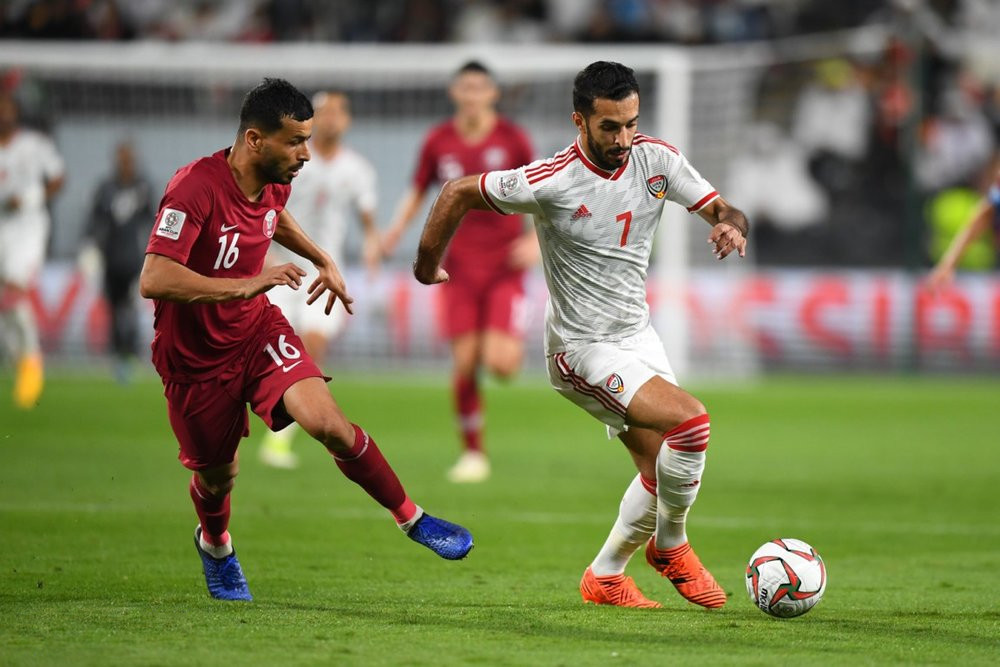
مباراة الإمارات وقطر في كأس آسيا 2019.

### قطر
اعتبارًا من عام 2020، لعبت قطر والإمارات 31 مباراة رسمية، أقيم معظمها بشكل تنافسي في كأس الخليج العربي، وبدأت بفوز الإمارات العربية المتحدة على قطر 1–0. لقد لعبوا مباراتين وديتين فقط وكانت آخر مباراة ودية في عام 2011 وانتهت بفوز إماراتي. في بطولة كأس آسيا 2019، التي استضافتها الإمارات، اجتاحت قطر الإمارات لأول مرة منذ عام 2001 بنتيجة 4–0، مع توترات شديدة وأعمال عنف وقعت بين اثنين من المشجعين الإماراتيين وهم يهتفون هتافات مناهضة لقطر بسبب استمرار الأزمة الدبلوماسية مع قطر وتدهور العلاقات الإماراتية القطرية.

### السعودية
منافس رئيسي آخر للإمارات، حيث التقى الفريقان في كأس الخليج العربي عدة مرات، كما التقيا في كأس آسيا مرتين، الأولى في نصف نهائي نسخة 1992 التي انتهت بفوز المنتخب السعودي والثانية في نهائي نسخة 1996 التي استضافتها الإمارات، انتهت المباراة بالتعادل السلبي لذا اتجهت المباراة إلى ركلات الترجيح وانتهت المباراة بفوز السعودية بلقبها الثالث وكانت النتيجة 4-2، وكانت هذه هي المرة الوحيدة التي تأهلت فيها الإمارات إلى لمباراة النهائية في كأس آسيا.

## الكنية
يعرف منتخب الإمارات من قبل مشجعيه ووسائل الإعلام باسم الأبيض، أي الأبيض الذي يشير إلى قميصهم الأبيض وأيضًا عيال زايد الذي يعني أبناء زايد نسبة إلى رئيس دولة الإمارات العربية المتحدة السابق زايد بن سلطان آل نهيان. في أكتوبر 2012، نشر الموقع الرسمي للاتحاد الآسيوي لكرة القدم مقالاً عن حملة المنتخب الإماراتي للتأهل إلى كأس آسيا 2015، حيث لقب الفريق بألفاظ مسيئة، وكان ذلك بسبب التخريب الحاصل على مقالة المنتخب في ويكيبيديا الإنجليزية. مما دفع الاتحاد الآسيوي لكرة القدم إلى تقديم اعتذار رسمي.

## الأطقم

### مزودو الأطقم
| الشركة  | الفترة    |
| ------- | --------- |
| أمبرو   | 1979–1985 |
| أدميرال | 1986–1989 |
| أديداس  | 1990–1994 |
| بوما    | 1995–1996 |
| كيلمي   | 1997–1999 |
| أديداس  | 2000–2001 |
| أمبرو   | 2002–2005 |
| أديداس  | 2006–2008 |
| إيرييا  | 2009–2013 |
| أديداس  | 2014–     |

### الطقم الأساسي
| 1990 | 1992–1994 | 1994–1995 | 1996 | 2002–2004 | 2011–2013 | 2015–2018 | 2019–الآن |

### الطقم الإحتياطي
| 1990 | 1992–1994 | 1994–1995 | 1996 | 2002–2004 | 2011–2013 | 2015–2018 | 2019–الآن |

## سجل المشاركات الدولية

### كأس العالم
| سجل المشاركات في كأس العالم | سجل المشاركات في كأس العالم | سجل المشاركات في كأس العالم | سجل المشاركات في كأس العالم | سجل المشاركات في كأس العالم | سجل المشاركات في كأس العالم | سجل المشاركات في كأس العالم | سجل المشاركات في كأس العالم | سجل المشاركات في كأس العالم |                        | سجل تصفيات كأس العالم لكرة القدم | سجل تصفيات كأس العالم لكرة القدم | سجل تصفيات كأس العالم لكرة القدم | سجل تصفيات كأس العالم لكرة القدم | سجل تصفيات كأس العالم لكرة القدم | سجل تصفيات كأس العالم لكرة القدم |
| النسخة                      | الجولة                      | المركز                      | لعب                         | فاز                         | عدل                         | خسر                         | له                          | عليه                        | لعب                    | فاز                              | عدل                              | خسر                              | له                               | عليه                             |                                  |
| --------------------------- | --------------------------- | --------------------------- | --------------------------- | --------------------------- | --------------------------- | --------------------------- | --------------------------- | --------------------------- | ---------------------- | -------------------------------- | -------------------------------- | -------------------------------- | -------------------------------- | -------------------------------- | -------------------------------- |
| 1930                        | جزء من المملكة المتحدة      | جزء من المملكة المتحدة      | جزء من المملكة المتحدة      | جزء من المملكة المتحدة      | جزء من المملكة المتحدة      | جزء من المملكة المتحدة      | جزء من المملكة المتحدة      | جزء من المملكة المتحدة      | جزء من المملكة المتحدة | جزء من المملكة المتحدة           | جزء من المملكة المتحدة           | جزء من المملكة المتحدة           | جزء من المملكة المتحدة           | جزء من المملكة المتحدة           |                                  |
| 1934                        | جزء من المملكة المتحدة      | جزء من المملكة المتحدة      | جزء من المملكة المتحدة      | جزء من المملكة المتحدة      | جزء من المملكة المتحدة      | جزء من المملكة المتحدة      | جزء من المملكة المتحدة      | جزء من المملكة المتحدة      | جزء من المملكة المتحدة | جزء من المملكة المتحدة           | جزء من المملكة المتحدة           | جزء من المملكة المتحدة           | جزء من المملكة المتحدة           | جزء من المملكة المتحدة           |                                  |
| 1938                        | جزء من المملكة المتحدة      | جزء من المملكة المتحدة      | جزء من المملكة المتحدة      | جزء من المملكة المتحدة      | جزء من المملكة المتحدة      | جزء من المملكة المتحدة      | جزء من المملكة المتحدة      | جزء من المملكة المتحدة      | جزء من المملكة المتحدة | جزء من المملكة المتحدة           | جزء من المملكة المتحدة           | جزء من المملكة المتحدة           | جزء من المملكة المتحدة           | جزء من المملكة المتحدة           |                                  |
| 1950                        | جزء من المملكة المتحدة      | جزء من المملكة المتحدة      | جزء من المملكة المتحدة      | جزء من المملكة المتحدة      | جزء من المملكة المتحدة      | جزء من المملكة المتحدة      | جزء من المملكة المتحدة      | جزء من المملكة المتحدة      | جزء من المملكة المتحدة | جزء من المملكة المتحدة           | جزء من المملكة المتحدة           | جزء من المملكة المتحدة           | جزء من المملكة المتحدة           | جزء من المملكة المتحدة           |                                  |
| 1954                        | جزء من المملكة المتحدة      | جزء من المملكة المتحدة      | جزء من المملكة المتحدة      | جزء من المملكة المتحدة      | جزء من المملكة المتحدة      | جزء من المملكة المتحدة      | جزء من المملكة المتحدة      | جزء من المملكة المتحدة      | جزء من المملكة المتحدة | جزء من المملكة المتحدة           | جزء من المملكة المتحدة           | جزء من المملكة المتحدة           | جزء من المملكة المتحدة           | جزء من المملكة المتحدة           |                                  |
| 1958                        | جزء من المملكة المتحدة      | جزء من المملكة المتحدة      | جزء من المملكة المتحدة      | جزء من المملكة المتحدة      | جزء من المملكة المتحدة      | جزء من المملكة المتحدة      | جزء من المملكة المتحدة      | جزء من المملكة المتحدة      | جزء من المملكة المتحدة | جزء من المملكة المتحدة           | جزء من المملكة المتحدة           | جزء من المملكة المتحدة           | جزء من المملكة المتحدة           | جزء من المملكة المتحدة           |                                  |
| 1962                        | جزء من المملكة المتحدة      | جزء من المملكة المتحدة      | جزء من المملكة المتحدة      | جزء من المملكة المتحدة      | جزء من المملكة المتحدة      | جزء من المملكة المتحدة      | جزء من المملكة المتحدة      | جزء من المملكة المتحدة      | جزء من المملكة المتحدة | جزء من المملكة المتحدة           | جزء من المملكة المتحدة           | جزء من المملكة المتحدة           | جزء من المملكة المتحدة           | جزء من المملكة المتحدة           |                                  |
| 1966                        | جزء من المملكة المتحدة      | جزء من المملكة المتحدة      | جزء من المملكة المتحدة      | جزء من المملكة المتحدة      | جزء من المملكة المتحدة      | جزء من المملكة المتحدة      | جزء من المملكة المتحدة      | جزء من المملكة المتحدة      | جزء من المملكة المتحدة | جزء من المملكة المتحدة           | جزء من المملكة المتحدة           | جزء من المملكة المتحدة           | جزء من المملكة المتحدة           | جزء من المملكة المتحدة           |                                  |
| 1970                        | جزء من المملكة المتحدة      | جزء من المملكة المتحدة      | جزء من المملكة المتحدة      | جزء من المملكة المتحدة      | جزء من المملكة المتحدة      | جزء من المملكة المتحدة      | جزء من المملكة المتحدة      | جزء من المملكة المتحدة      | جزء من المملكة المتحدة | جزء من المملكة المتحدة           | جزء من المملكة المتحدة           | جزء من المملكة المتحدة           | جزء من المملكة المتحدة           | جزء من المملكة المتحدة           |                                  |
| 1974                        | جزء من المملكة المتحدة      | جزء من المملكة المتحدة      | جزء من المملكة المتحدة      | جزء من المملكة المتحدة      | جزء من المملكة المتحدة      | جزء من المملكة المتحدة      | جزء من المملكة المتحدة      | جزء من المملكة المتحدة      | جزء من المملكة المتحدة | جزء من المملكة المتحدة           | جزء من المملكة المتحدة           | جزء من المملكة المتحدة           | جزء من المملكة المتحدة           | جزء من المملكة المتحدة           |                                  |
| 1978                        | لم يشارك                    | لم يشارك                    | لم يشارك                    | لم يشارك                    | لم يشارك                    | لم يشارك                    | لم يشارك                    | لم يشارك                    | لم يشارك               | لم يشارك                         | لم يشارك                         | لم يشارك                         | لم يشارك                         | لم يشارك                         |                                  |
| 1982                        | لم يشارك                    | لم يشارك                    | لم يشارك                    | لم يشارك                    | لم يشارك                    | لم يشارك                    | لم يشارك                    | لم يشارك                    | لم يشارك               | لم يشارك                         | لم يشارك                         | لم يشارك                         | لم يشارك                         | لم يشارك                         |                                  |
| 1986                        | لم يتأهل                    | لم يتأهل                    | لم يتأهل                    | لم يتأهل                    | لم يتأهل                    | لم يتأهل                    | لم يتأهل                    | لم يتأهل                    | 4                      | 2                                | 1                                | 1                                | 5                                | 4                                |                                  |
| 1990                        | دور المجموعات               | 24                          | 3                           | 0                           | 0                           | 3                           | 2                           | 11                          | 9                      | 4                                | 4                                | 1                                | 16                               | 7                                |                                  |
| 1994                        | لم يتأهل                    | لم يتأهل                    | لم يتأهل                    | لم يتأهل                    | لم يتأهل                    | لم يتأهل                    | لم يتأهل                    | لم يتأهل                    | 8                      | 6                                | 1                                | 1                                | 19                               | 4                                |                                  |
| 1998                        | لم يتأهل                    | لم يتأهل                    | لم يتأهل                    | لم يتأهل                    | لم يتأهل                    | لم يتأهل                    | لم يتأهل                    | لم يتأهل                    | 12                     | 5                                | 4                                | 3                                | 16                               | 13                               |                                  |
| 2002                        | لم يتأهل                    | لم يتأهل                    | لم يتأهل                    | لم يتأهل                    | لم يتأهل                    | لم يتأهل                    | لم يتأهل                    | لم يتأهل                    | 14                     | 7                                | 2                                | 5                                | 31                               | 20                               |                                  |
| 2006                        | لم يتأهل                    | لم يتأهل                    | لم يتأهل                    | لم يتأهل                    | لم يتأهل                    | لم يتأهل                    | لم يتأهل                    | لم يتأهل                    | 6                      | 3                                | 1                                | 2                                | 6                                | 6                                |                                  |
| 2010                        | لم يتأهل                    | لم يتأهل                    | لم يتأهل                    | لم يتأهل                    | لم يتأهل                    | لم يتأهل                    | لم يتأهل                    | لم يتأهل                    | 16                     | 4                                | 3                                | 9                                | 19                               | 24                               |                                  |
| 2014                        | لم يتأهل                    | لم يتأهل                    | لم يتأهل                    | لم يتأهل                    | لم يتأهل                    | لم يتأهل                    | لم يتأهل                    | لم يتأهل                    | 8                      | 2                                | 1                                | 5                                | 14                               | 16                               |                                  |
| 2018                        | لم يتأهل                    | لم يتأهل                    | لم يتأهل                    | لم يتأهل                    | لم يتأهل                    | لم يتأهل                    | لم يتأهل                    | لم يتأهل                    | 18                     | 9                                | 3                                | 6                                | 37                               | 17                               |                                  |
| 2022                        | سيحدد فيما بعد              | سيحدد فيما بعد              | سيحدد فيما بعد              | سيحدد فيما بعد              | سيحدد فيما بعد              | سيحدد فيما بعد              | سيحدد فيما بعد              | سيحدد فيما بعد              | 12                     | 6                                | 3                                | 3                                | 26                               | 11                               |                                  |
| 2026                        | سيحدد فيما بعد              | سيحدد فيما بعد              | سيحدد فيما بعد              | سيحدد فيما بعد              | سيحدد فيما بعد              | سيحدد فيما بعد              | سيحدد فيما بعد              | سيحدد فيما بعد              | سيحدد فيما بعد         | سيحدد فيما بعد                   | سيحدد فيما بعد                   | سيحدد فيما بعد                   | سيحدد فيما بعد                   | سيحدد فيما بعد                   |                                  |
| المجموع                     | دور المجموعات               | 24                          | 3                           | 0                           | 0                           | 3                           | 2                           | 11                          | 104                    | 48                               | 20                               | 37                               | 186                              | 118                              |                                  |

### كأس آسيا
| سجل المشاركات في كأس آسيا | سجل المشاركات في كأس آسيا | سجل المشاركات في كأس آسيا | سجل المشاركات في كأس آسيا | سجل المشاركات في كأس آسيا | سجل المشاركات في كأس آسيا | سجل المشاركات في كأس آسيا | سجل المشاركات في كأس آسيا | سجل المشاركات في كأس آسيا |                        | سجل تصفيات كأس آسيا    | سجل تصفيات كأس آسيا    | سجل تصفيات كأس آسيا    | سجل تصفيات كأس آسيا    | سجل تصفيات كأس آسيا    | سجل تصفيات كأس آسيا |
| النسخة                    | الجولة                    | المركز                    | لعب                       | فاز                       | عدل                       | خسر                       | له                        | عليه                      | لعب                    | فاز                    | عدل                    | خسر                    | له                     | عليه                   |                     |
| ------------------------- | ------------------------- | ------------------------- | ------------------------- | ------------------------- | ------------------------- | ------------------------- | ------------------------- | ------------------------- | ---------------------- | ---------------------- | ---------------------- | ---------------------- | ---------------------- | ---------------------- | ------------------- |
| 1956                      | جزء من المملكة المتحدة    | جزء من المملكة المتحدة    | جزء من المملكة المتحدة    | جزء من المملكة المتحدة    | جزء من المملكة المتحدة    | جزء من المملكة المتحدة    | جزء من المملكة المتحدة    | جزء من المملكة المتحدة    | جزء من المملكة المتحدة | جزء من المملكة المتحدة | جزء من المملكة المتحدة | جزء من المملكة المتحدة | جزء من المملكة المتحدة | جزء من المملكة المتحدة |                     |
| 1960                      | جزء من المملكة المتحدة    | جزء من المملكة المتحدة    | جزء من المملكة المتحدة    | جزء من المملكة المتحدة    | جزء من المملكة المتحدة    | جزء من المملكة المتحدة    | جزء من المملكة المتحدة    | جزء من المملكة المتحدة    | جزء من المملكة المتحدة | جزء من المملكة المتحدة | جزء من المملكة المتحدة | جزء من المملكة المتحدة | جزء من المملكة المتحدة | جزء من المملكة المتحدة |                     |
| 1964                      | جزء من المملكة المتحدة    | جزء من المملكة المتحدة    | جزء من المملكة المتحدة    | جزء من المملكة المتحدة    | جزء من المملكة المتحدة    | جزء من المملكة المتحدة    | جزء من المملكة المتحدة    | جزء من المملكة المتحدة    | جزء من المملكة المتحدة | جزء من المملكة المتحدة | جزء من المملكة المتحدة | جزء من المملكة المتحدة | جزء من المملكة المتحدة | جزء من المملكة المتحدة |                     |
| 1968                      | جزء من المملكة المتحدة    | جزء من المملكة المتحدة    | جزء من المملكة المتحدة    | جزء من المملكة المتحدة    | جزء من المملكة المتحدة    | جزء من المملكة المتحدة    | جزء من المملكة المتحدة    | جزء من المملكة المتحدة    | جزء من المملكة المتحدة | جزء من المملكة المتحدة | جزء من المملكة المتحدة | جزء من المملكة المتحدة | جزء من المملكة المتحدة | جزء من المملكة المتحدة |                     |
| 1972                      | جزء من المملكة المتحدة    | جزء من المملكة المتحدة    | جزء من المملكة المتحدة    | جزء من المملكة المتحدة    | جزء من المملكة المتحدة    | جزء من المملكة المتحدة    | جزء من المملكة المتحدة    | جزء من المملكة المتحدة    | جزء من المملكة المتحدة | جزء من المملكة المتحدة | جزء من المملكة المتحدة | جزء من المملكة المتحدة | جزء من المملكة المتحدة | جزء من المملكة المتحدة |                     |
| 1976                      | لم يشارك                  | لم يشارك                  | لم يشارك                  | لم يشارك                  | لم يشارك                  | لم يشارك                  | لم يشارك                  | لم يشارك                  | لم يشارك               | لم يشارك               | لم يشارك               | لم يشارك               | لم يشارك               | لم يشارك               |                     |
| 1980                      | دور المجموعات             | 9                         | 4                         | 0                         | 1                         | 3                         | 3                         | 9                         | 3                      | 1                      | 2                      | 0                      | 2                      | 0                      |                     |
| 1984                      | دور المجموعات             | 6                         | 4                         | 2                         | 0                         | 2                         | 3                         | 8                         | 4                      | 3                      | 0                      | 1                      | 24                     | 2                      |                     |
| 1988                      | دور المجموعات             | 8                         | 4                         | 1                         | 0                         | 3                         | 2                         | 4                         | 5                      | 4                      | 1                      | 0                      | 12                     | 1                      |                     |
| 1992                      | الرابع                    | 4                         | 5                         | 1                         | 3                         | 1                         | 3                         | 4                         | 2                      | 2                      | 0                      | 0                      | 6                      | 3                      |                     |
| 1996                      | الوصيف                    | 2                         | 6                         | 4                         | 2                         | 0                         | 8                         | 3                         | تأهل بصفته المضيف      | تأهل بصفته المضيف      | تأهل بصفته المضيف      | تأهل بصفته المضيف      | تأهل بصفته المضيف      | تأهل بصفته المضيف      |                     |
| 2000                      | لم يتأهل                  | لم يتأهل                  | لم يتأهل                  | لم يتأهل                  | لم يتأهل                  | لم يتأهل                  | لم يتأهل                  | لم يتأهل                  | 4                      | 3                      | 0                      | 1                      | 12                     | 2                      |                     |
| 2004                      | دور المجموعات             | 15                        | 3                         | 0                         | 1                         | 2                         | 1                         | 5                         | 6                      | 4                      | 1                      | 1                      | 13                     | 5                      |                     |
| 2007                      | دور المجموعات             | 12                        | 3                         | 1                         | 0                         | 2                         | 3                         | 6                         | 6                      | 4                      | 1                      | 1                      | 11                     | 6                      |                     |
| 2011                      | دور المجموعات             | 13                        | 3                         | 0                         | 1                         | 2                         | 0                         | 4                         | 4                      | 3                      | 0                      | 1                      | 7                      | 1                      |                     |
| 2015                      | الثالث                    | 3                         | 6                         | 3                         | 1                         | 2                         | 10                        | 8                         | 6                      | 5                      | 1                      | 0                      | 18                     | 3                      |                     |
| 2019                      | النصف النهائي             | 4                         | 6                         | 3                         | 2                         | 1                         | 8                         | 8                         | تأهل بصفته المضيف      | تأهل بصفته المضيف      | تأهل بصفته المضيف      | تأهل بصفته المضيف      | تأهل بصفته المضيف      | تأهل بصفته المضيف      |                     |
| 2023                      | تأهل                      | تأهل                      | تأهل                      | تأهل                      | تأهل                      | تأهل                      | تأهل                      | تأهل                      | 8                      | 6                      | 0                      | 2                      | 23                     | 7                      |                     |
| المجموع                   | الوصيف                    | 2                         | 44                        | 15                        | 11                        | 18                        | 41                        | 59                        | 48                     | 35                     | 6                      | 7                      | 128                    | 30                     |                     |

### كأس القارات
| سجل المشاركات في كأس القارات | سجل المشاركات في كأس القارات | سجل المشاركات في كأس القارات | سجل المشاركات في كأس القارات | سجل المشاركات في كأس القارات | سجل المشاركات في كأس القارات | سجل المشاركات في كأس القارات | سجل المشاركات في كأس القارات | سجل المشاركات في كأس القارات |
| النسخة                       | الجولة                       | المركز                       | لعب                          | فاز                          | عدل                          | خسر                          | له                           | عليه                         |
| ---------------------------- | ---------------------------- | ---------------------------- | ---------------------------- | ---------------------------- | ---------------------------- | ---------------------------- | ---------------------------- | ---------------------------- |
| 1992                         | لم يتأهل                     | لم يتأهل                     | لم يتأهل                     | لم يتأهل                     | لم يتأهل                     | لم يتأهل                     | لم يتأهل                     | لم يتأهل                     |
| 1995                         | لم يتأهل                     | لم يتأهل                     | لم يتأهل                     | لم يتأهل                     | لم يتأهل                     | لم يتأهل                     | لم يتأهل                     | لم يتأهل                     |
| 1997                         | دور المجموعات                | 6                            | 3                            | 1                            | 0                            | 2                            | 2                            | 8                            |
| 1999                         | لم يتأهل                     | لم يتأهل                     | لم يتأهل                     | لم يتأهل                     | لم يتأهل                     | لم يتأهل                     | لم يتأهل                     | لم يتأهل                     |
| 2001                         | لم يتأهل                     | لم يتأهل                     | لم يتأهل                     | لم يتأهل                     | لم يتأهل                     | لم يتأهل                     | لم يتأهل                     | لم يتأهل                     |
| 2003                         | لم يتأهل                     | لم يتأهل                     | لم يتأهل                     | لم يتأهل                     | لم يتأهل                     | لم يتأهل                     | لم يتأهل                     | لم يتأهل                     |
| 2005                         | لم يتأهل                     | لم يتأهل                     | لم يتأهل                     | لم يتأهل                     | لم يتأهل                     | لم يتأهل                     | لم يتأهل                     | لم يتأهل                     |
| 2009                         | لم يتأهل                     | لم يتأهل                     | لم يتأهل                     | لم يتأهل                     | لم يتأهل                     | لم يتأهل                     | لم يتأهل                     | لم يتأهل                     |
| 2013                         | لم يتأهل                     | لم يتأهل                     | لم يتأهل                     | لم يتأهل                     | لم يتأهل                     | لم يتأهل                     | لم يتأهل                     | لم يتأهل                     |
| 2017                         | لم يتأهل                     | لم يتأهل                     | لم يتأهل                     | لم يتأهل                     | لم يتأهل                     | لم يتأهل                     | لم يتأهل                     | لم يتأهل                     |
| المجموع                      | دور المجموعات                | 6                            | 3                            | 1                            | 0                            | 2                            | 2                            | 8                            |

### الألعاب الآسيوية
| سجل المشاركات في الألعاب الآسيوية | سجل المشاركات في الألعاب الآسيوية | سجل المشاركات في الألعاب الآسيوية | سجل المشاركات في الألعاب الآسيوية | سجل المشاركات في الألعاب الآسيوية | سجل المشاركات في الألعاب الآسيوية | سجل المشاركات في الألعاب الآسيوية | سجل المشاركات في الألعاب الآسيوية |
| النسخة                            | الجولة                            | لعب                               | فاز                               | عدل                               | خسر                               | له                                | عليه                              |
| --------------------------------- | --------------------------------- | --------------------------------- | --------------------------------- | --------------------------------- | --------------------------------- | --------------------------------- | --------------------------------- |
| 1974–1982                         | لم يشارك                          | لم يشارك                          | لم يشارك                          | لم يشارك                          | لم يشارك                          | لم يشارك                          | لم يشارك                          |
| 1986                              | الربع النهائي                     | 5                                 | 3                                 | 2                                 | 0                                 | 7                                 | 4                                 |
| 1990                              | لم يشارك                          | لم يشارك                          | لم يشارك                          | لم يشارك                          | لم يشارك                          | لم يشارك                          | لم يشارك                          |
| 1994                              | الربع النهائي                     | 4                                 | 1                                 | 2                                 | 1                                 | 6                                 | 5                                 |
| 1998                              | دور المجموعات                     | 4                                 | 1                                 | 1                                 | 2                                 | 5                                 | 10                                |
| المجموع                           | الربع النهائي                     | 13                                | 5                                 | 5                                 | 3                                 | 18                                | 19                                |

### كأس الخليج العربي
| سجل المشاركات في كأس الخليج العربي | سجل المشاركات في كأس الخليج العربي | سجل المشاركات في كأس الخليج العربي | سجل المشاركات في كأس الخليج العربي | سجل المشاركات في كأس الخليج العربي | سجل المشاركات في كأس الخليج العربي | سجل المشاركات في كأس الخليج العربي | سجل المشاركات في كأس الخليج العربي |
| النسخة                             | الجولة                             | لعب                                | فاز                                | عدل                                | خسر                                | له                                 | عليه                               |
| ---------------------------------- | ---------------------------------- | ---------------------------------- | ---------------------------------- | ---------------------------------- | ---------------------------------- | ---------------------------------- | ---------------------------------- |
| 1972                               | الثالث                             | 3                                  | 1                                  | 0                                  | 2                                  | 1                                  | 11                                 |
| 1974                               | الرابع                             | 4                                  | 1                                  | 1                                  | 2                                  | 5                                  | 9                                  |
| 1976                               | دور المجموعات                      | 6                                  | 0                                  | 2                                  | 4                                  | 4                                  | 13                                 |
| 1979                               | دور المجموعات                      | 6                                  | 1                                  | 0                                  | 5                                  | 5                                  | 18                                 |
| 1982                               | الثالث                             | 5                                  | 3                                  | 0                                  | 2                                  | 7                                  | 6                                  |
| 1984                               | الرابع                             | 6                                  | 2                                  | 3                                  | 1                                  | 5                                  | 4                                  |
| 1986                               | الوصيف                             | 6                                  | 3                                  | 2                                  | 1                                  | 10                                 | 7                                  |
| 1988                               | الوصيف                             | 6                                  | 3                                  | 2                                  | 1                                  | 7                                  | 4                                  |
| 1990                               | دور المجموعات                      | 4                                  | 0                                  | 2                                  | 2                                  | 2                                  | 8                                  |
| 1992                               | الرابع                             | 5                                  | 3                                  | 0                                  | 2                                  | 4                                  | 3                                  |
| 1994                               | الوصيف                             | 5                                  | 3                                  | 2                                  | 0                                  | 7                                  | 1                                  |
| 1996                               | الرابع                             | 5                                  | 1                                  | 3                                  | 1                                  | 5                                  | 5                                  |
| 1998                               | الثالث                             | 5                                  | 2                                  | 1                                  | 2                                  | 5                                  | 7                                  |
| 2002                               | دور المجموعات                      | 5                                  | 1                                  | 0                                  | 4                                  | 3                                  | 7                                  |
| 2003                               | دور المجموعات                      | 6                                  | 2                                  | 1                                  | 3                                  | 6                                  | 7                                  |
| 2004                               | دور المجموعات                      | 3                                  | 0                                  | 2                                  | 1                                  | 4                                  | 5                                  |
| 2007                               | البطل                              | 5                                  | 4                                  | 0                                  | 1                                  | 8                                  | 1                                  |
| 2009                               | دور المجموعات                      | 3                                  | 1                                  | 1                                  | 1                                  | 3                                  | 4                                  |
| 2010                               | النصف النهائي                      | 4                                  | 1                                  | 2                                  | 1                                  | 3                                  | 2                                  |
| 2013                               | البطل                              | 5                                  | 5                                  | 0                                  | 0                                  | 10                                 | 3                                  |
| 2014                               | الثالث                             | 5                                  | 2                                  | 2                                  | 1                                  | 7                                  | 5                                  |
| 2017                               | الوصيف                             | 5                                  | 1                                  | 4                                  | 0                                  | 1                                  | 0                                  |
| 2019                               | دور المجموعات                      | 3                                  | 1                                  | 0                                  | 2                                  | 5                                  | 6                                  |
| 2022                               | سيحدد فيما بعد                     | سيحدد فيما بعد                     | سيحدد فيما بعد                     | سيحدد فيما بعد                     | سيحدد فيما بعد                     | سيحدد فيما بعد                     | سيحدد فيما بعد                     |
| المجموع                            | البطل                              | 111                                | 41                                 | 28                                 | 39                                 | 117                                | 135                                |

### كأس العرب
| سجل المشاركات في كأس العرب | سجل المشاركات في كأس العرب | سجل المشاركات في كأس العرب | سجل المشاركات في كأس العرب | سجل المشاركات في كأس العرب | سجل المشاركات في كأس العرب | سجل المشاركات في كأس العرب | سجل المشاركات في كأس العرب |
| النسخة                     | الجولة                     | لعب                        | فاز                        | تعادل                      | خسر                        | له                         | عليه                       |
| -------------------------- | -------------------------- | -------------------------- | -------------------------- | -------------------------- | -------------------------- | -------------------------- | -------------------------- |
| 1963                       | لم يشارك                   | لم يشارك                   | لم يشارك                   | لم يشارك                   | لم يشارك                   | لم يشارك                   | لم يشارك                   |
| 1964                       | لم يشارك                   | لم يشارك                   | لم يشارك                   | لم يشارك                   | لم يشارك                   | لم يشارك                   | لم يشارك                   |
| 1966                       | لم يشارك                   | لم يشارك                   | لم يشارك                   | لم يشارك                   | لم يشارك                   | لم يشارك                   | لم يشارك                   |
| 1985                       | لم يشارك                   | لم يشارك                   | لم يشارك                   | لم يشارك                   | لم يشارك                   | لم يشارك                   | لم يشارك                   |
| 1988                       | لم يشارك                   | لم يشارك                   | لم يشارك                   | لم يشارك                   | لم يشارك                   | لم يشارك                   | لم يشارك                   |
| 1992                       | لم يشارك                   | لم يشارك                   | لم يشارك                   | لم يشارك                   | لم يشارك                   | لم يشارك                   | لم يشارك                   |
| 1998                       | الرابع                     | 4                          | 1                          | 0                          | 3                          | 6                          | 8                          |
| 2002                       | لم يشارك                   | لم يشارك                   | لم يشارك                   | لم يشارك                   | لم يشارك                   | لم يشارك                   | لم يشارك                   |
| 2012                       | لم يشارك                   | لم يشارك                   | لم يشارك                   | لم يشارك                   | لم يشارك                   | لم يشارك                   | لم يشارك                   |
| 2021                       | ربع النهائي                | 4                          | 2                          | 0                          | 2                          | 3                          | 7                          |
| المجموع                    | 2/10                       | 8                          | 3                          | 0                          | 5                          | 9                          | 15                         |

### دورة الألعاب العربية
| سجل المشاركات في دورة الألعاب العربية | سجل المشاركات في دورة الألعاب العربية | سجل المشاركات في دورة الألعاب العربية | سجل المشاركات في دورة الألعاب العربية | سجل المشاركات في دورة الألعاب العربية | سجل المشاركات في دورة الألعاب العربية | سجل المشاركات في دورة الألعاب العربية | سجل المشاركات في دورة الألعاب العربية |
| النسخة                                | الجولة                                | لعب                                   | فاز                                   | عدل                                   | خسر                                   | له                                    | عليه                                  |
| ------------------------------------- | ------------------------------------- | ------------------------------------- | ------------------------------------- | ------------------------------------- | ------------------------------------- | ------------------------------------- | ------------------------------------- |
| 1976                                  | لم يشارك                              | لم يشارك                              | لم يشارك                              | لم يشارك                              | لم يشارك                              | لم يشارك                              | لم يشارك                              |
| 1985                                  | دور المجموعات                         | 3                                     | 1                                     | 0                                     | 2                                     | 2                                     | 3                                     |
| 1997                                  | دور المجموعات                         | 3                                     | 1                                     | 0                                     | 2                                     | 3                                     | 5                                     |
| 1999                                  | المرحلة الثانية                       | 5                                     | 1                                     | 2                                     | 2                                     | 5                                     | 5                                     |
| 2007                                  | الرابع                                | 4                                     | 1                                     | 1                                     | 2                                     | 3                                     | 6                                     |
| 2011                                  | لم يشارك                              | لم يشارك                              | لم يشارك                              | لم يشارك                              | لم يشارك                              | لم يشارك                              | لم يشارك                              |
| المجموع                               | الرابع                                | 15                                    | 4                                     | 3                                     | 8                                     | 13                                    | 19                                    |

### مشاركات أخرى
| النسخة                             | الجولة        | المركز | لعب | فاز | عدل | خسر | له | عليه |
| ---------------------------------- | ------------- | ------ | --- | --- | --- | --- | -- | ---- |
| كأس فلسطين للأمم 1973              | دور المجموعات | 8      | 4   | 0   | 2   | 2   | 3  | 7    |
| كأس فلسطين للأمم 1975              | دور المجموعات | 10     | 2   | 0   | 0   | 2   | 0  | 8    |
| بطولة ميكا 1981                    | الرابع        | 4      | 5   | 2   | 0   | 3   | 6  | 10   |
| بطولة ميكا 1982                    | دور المجموعات | 5      | 4   | 1   | 0   | 3   | 5  | 8    |
| بطولة الصداقة 1994                 | الثالث        | 3      | 3   | 0   | 1   | 2   | 1  | 3    |
| بطولة الصداقة 1996                 | البطل         | 1      | 3   | 2   | 1   | 0   | 4  | 2    |
| بطولة الصداقة 1998                 | البطل         | 1      | 3   | 3   | 0   | 0   | 4  | 1    |
| بطولة الصداقة 1999                 | الوصيف        | 2      | 3   | 1   | 2   | 0   | 7  | 5    |
| كأس عمان 2000                      | البطل         | 1      | 3   | 2   | 1   | 0   | 2  | 1    |
| كأس إل جي الدولية 2000             | البطل         | 1      | 2   | 1   | 1   | 0   | 2  | 1    |
| كأس كيرين 2005                     | البطل         | 1      | 2   | 1   | 1   | 0   | 1  | 0    |
| بطولة الصداقة العربية الدولية 2005 | الوصيف        | 2      | 2   | 0   | 2   | 0   | 1  | 1    |
| بطولة الأمم الأربع 2007            | الرابع        | 4      | 2   | 0   | 0   | 2   | 0  | 6    |
| كأس تحدي دبي 2008                  | الرابع        | 4      | 2   | 0   | 1   | 1   | 0  | 1    |
| كأس الإمارات الدولية 2009          | الوصيف        | 2      | 2   | 0   | 1   | 1   | 0  | 1    |
| كأس أو إس إن 2013                  | البطل         | 1      | 2   | 1   | 1   | 0   | 5  | 3    |
| كأس الملك 2016                     | الرابع        | 4      | 2   | 0   | 0   | 2   | 1  | 4    |
| كأس الملك 2018                     | الرابع        | 4      | 2   | 0   | 0   | 2   | 1  | 3    |
| المجموع                            | البطل         | 1      | 48  | 14  | 14  | 20  | 43 | 67   |

## إحصائيات اللاعبين
آخر تحديث 30 ديسمبر 2023.

### الأكثر مشاركة

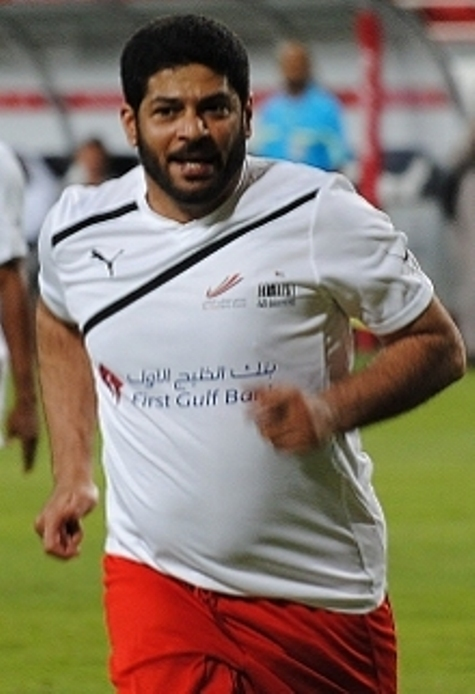
عدنان الطلياني اللاعب الأكثر مشاركة مع المنتخب الإماراتي برصيد 161 مباراة دولية

| #  | اللاعب          | مشاركة | أهداف | الفترة    |
| -- | --------------- | ------ | ----- | --------- |
| 1  | عدنان الطلياني  | 161    | 52    | 1983–1997 |
| 2  | إسماعيل مطر     | 133    | 36    | 2003–2019 |
| 3  | سبيت خاطر       | 120    | 12    | 1999–2011 |
| 4  | عبد الرحيم جمعة | 116    | 13    | 1998–2009 |
| 5  | إسماعيل الحمادي | 115    | 13    | 2007–2019 |
| 6  | علي مبخوت       | 114    | 85    | 2009–الآن |
| 7  | زهير بخيت       | 112    | 27    | 1988–2002 |
| 7  | عبد السلام جمعة | 112    | 7     | 1997–2010 |
| 9  | محسن مصباح      | 107    | 0     | 1988–1999 |
| 10 | أحمد خليل       | 105    | 48    | 2008–2019 |

### الأكثر تهديفاً

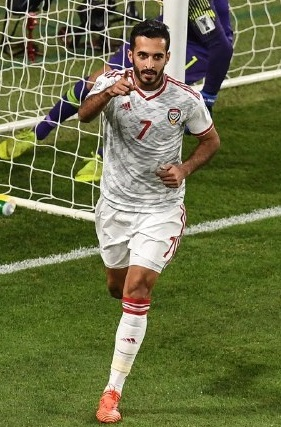
علي مبخوت الهداف التاريخي للمنتخب الإماراتي برصيد 85 هدفاً

| # | اللاعب            | أهداف | مشاركة | الفترة    |
| - | ----------------- | ----- | ------ | --------- |
| 1 | علي مبخوت (قائمة) | 85    | 114    | 2009–الآن |
| 2 | عدنان الطلياني    | 52    | 161    | 1983–1997 |
| 3 | أحمد خليل         | 48    | 105    | 2008–2019 |
| 4 | إسماعيل مطر       | 36    | 133    | 2003–2021 |
| 5 | محمد عمر          | 28    | 102    | 1996–2009 |
| 6 | زهير بخيت         | 27    | 112    | 1988–2002 |
| 7 | سعيد الكاس        | 15    | 60     | 1998–2013 |
| 8 | عبد الرحيم جمعة   | 13    | 116    | 1998–2009 |
| 8 | إسماعيل الحمادي   | 13    | 115    | 2007–2019 |
| 8 | فيصل خليل         | 13    | 61     | 2001–2010 |

## روابط خارجية
- الموقع الرسمى لاتحاد الإمارات لكرة القدم
- الاتحاد الآسيوي لكرة القدم